# Поклітару Раду Віталійович
Раду Віталійович Поклітару (нар. 22 березня 1972, Кишинів, МРСР) — хореограф-постановник, який працює в Україні та багатьох інших країнах світу, заслужений діяч мистецтв України (2017), лауреат Національної премії України ім. Тараса Шевченка (2016), лауреат премії «Людина року» (2017), народний артист Молдови (2016), лауреат міжнародних конкурсів, засновник та головний балетмейстер Академічного театру «Київ Модерн-балет». Професор кафедри сучасної хореографії Київського національного університету культури і мистецтв.

## Життєпис

### Ранній період
Раду Поклітару народився 22 березня 1972 року в місті Кишинів, у родині солістів балету Молдавського академічного театру опери та балету Людмили Недремської та Віталія Поклітару. Почав вивчати класичний танець у віці 4,5 років у студії при кишинівському Палаці піонерів. Навчався в Московському Академічному хореографічному училищі (1983—1984), Одеській балетній школі (1984), Кишинівському музичному училищі ім. Штефана Нягі (1985).
У 1986 році вступив до Пермського державного хореографічного училища, яке закінчив у 1991 році по класу Олександра Сахарова (спеціальність — артист балету). У 1991 році поступив на роботу до Великого театру опери та балету Білорусі. Танцівник яскраво вираженого характерного, акторського дарування.
У 1994 році вступив до Білоруської Академії музики на створене відділення хореографії. 21 квітня 1996 відбувся балетмейстерський дебют Раду Поклітару — на сцені Білоруського хореографічного коледжу прем'єра мініатюри «Точка перетину» на музику Арканджело Кореллі у виконанні Ольги Гайко та Олексія Овечкіна.
У 1999 році Раду Поклітару захистив диплом за спеціальностями: хореограф (по класу Валентина Єлізар'єва), мистецтвознавець (по класу Юлії Чурко) та викладач теорії хореографії. Дипломною виставою став «Поцілунок феї» Ігоря Стравінського на сцені Великого театру балету Республіки Білорусь.

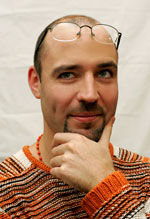
Балетмейстер Раду Поклітару

Першу популярність принесли Раду Поклітару мініатюри, створені ним для танцівників, учасників міжнародних конкурсів артистів балету. Особливо плідним виявився творчий союз молодого хореографа із солістами Мінського музичного театру Юлією Дятко та Костянтином Кузнєцовим. Серед робіт, створених творчим тріо —  мініатюри «Багатель» на музику Людвіга ван  Бетховена, «Білоруська голосильна»», «Його музика» на музику Річі Блекмора, «Адажіо» на музику Петра Чайковського, «Імпровізація на тлі стіни, оповитої плющем» на музику Йоганна Себастьяна Баха, «Три грузинські пісні», «Баркарола» на музику Жака Оффенбаха, а також одноактні спектаклі «Миттєвості» за поезією Костянтина Бальмонта, «Світ не закінчується біля дверей дому» на музику Жоскена Депре та Густава Малера, «Видіння троянди» на музику Карла Вебера, «In pivo veritas» на ірландську народну музику та музику епохи Ренесансу.
У сезоні 2000—2001 працював головним балетмейстером Молдавської національної опери. Через зміну політичного керівництва країни, міністра культури Молдови та дирекції театру, хореограф був змушений піти з цієї посади.
З 2001 по 2006 рік — вільний художник. У цей період на сценах України, Білорусі, Латвії, Росії створює балети, які закріпили за Поклітару славу одного з головних провідників сучасного танцю та прогресивної балетної режисури на пострадянському просторі. «Картинки з виставки» на музику Модеста Мусоргського та «Весна священна» Ігоря Стравінського в Національній опері України ім. Т. Шевченка, «Сім смертних гріхів» Курта Вайля в Пермському театрі опери і балету, «Попелюшка» Сергія Прокоф'єва в Латвійській національній опері та чисельні інші масштабні творчі проєкти Раду Поклітару неодмінно ставали подіями, які одержували живий відгук глядачів та мистецької еліти. У творчому тандемі з англійським режисером Декланом Доннелланом поставив балет «Ромео і Джульєтта» Сергія Прокоф'єва у Большому театрі Росії (2003) — постановка викликала суспільний резонанс, бурхлива полеміка в пресі та кулуарах театру стали реакцією на появу нової, революційної версії знаменитого балету у репертуарі головного музичного театру Росії.

### «Київ Модерн-балет»
Історія «Київ Модерн-балет» розпочинається 19 грудня 2005 року прем'єрою вистави «Le forze del destino / Сила долі», створеної на замовлення «Фонду мистецтв Володимира Філіппова», в якій вже були задіяні основні творчі сили майбутнього театру — хореограф Раду Поклітару, сценограф Андрій Злобін, художниця з костюмів Ганна Іпатьева, художниця зі світла Олена Антохіна, звукорежисер Олександр Курій, асистент хореографа Анатолій Козлов та багато артистів, які згодом увійшли до складу постійної трупи. 18 липня 2006 року було зареєстровано ТОВ «Театр „Київ Модерн-балет“» на чолі з Раду Поклітару за підтримки мецената Володимира Філіппова. У результаті загальноукраїнського кастингу було відібрано 16 молодих танцівників. Наявність академічної балетної освіти не була необхідною умовою для прийняття до складу трупи (при цьому всі артисти були професіоналами сучасного танцю, розбиралися у класичному танці та вміли робити класичний урок).

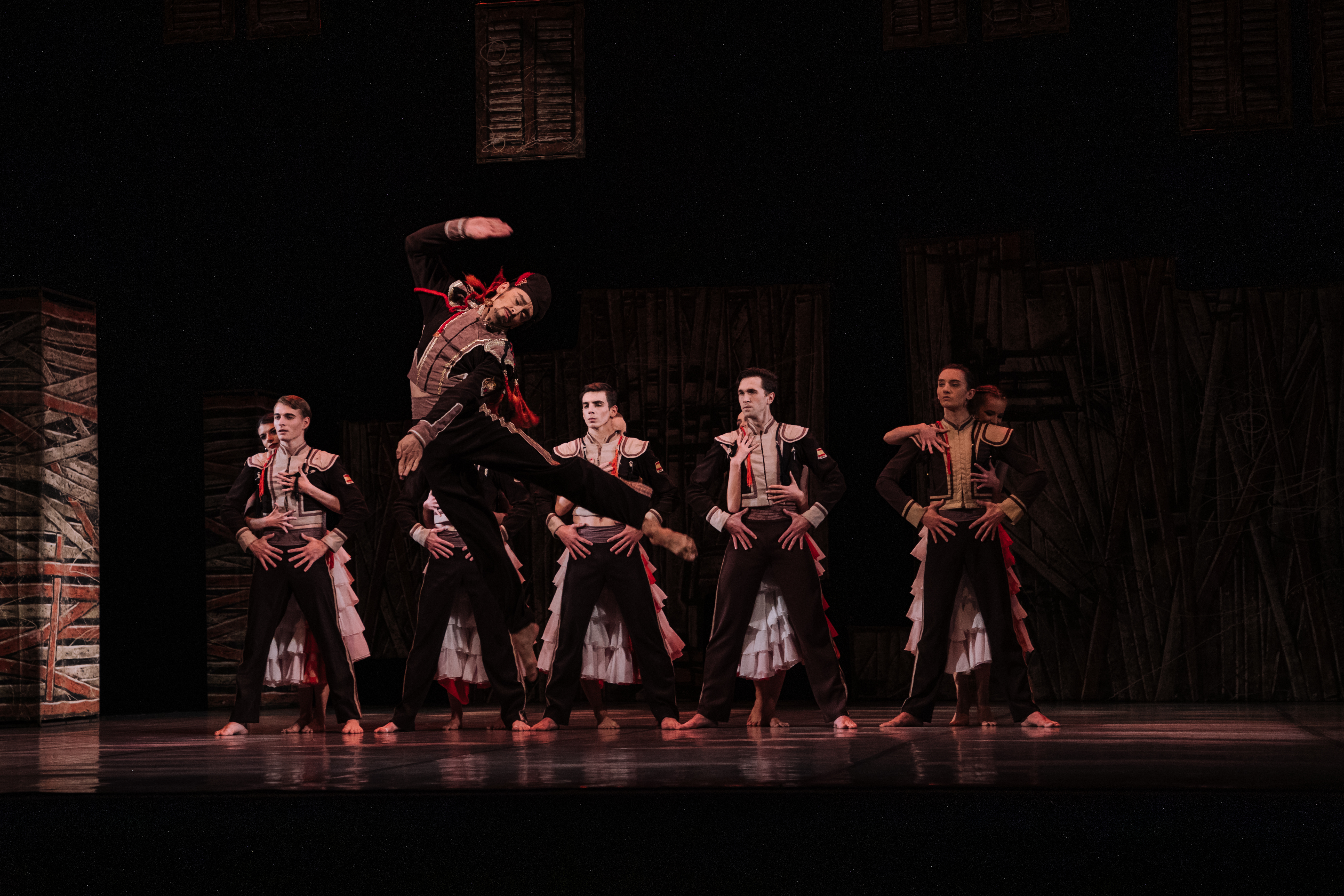
Сцена з балету «Кармен. TV»

Авторський проєкт «Київ Модерн-балет», «де репертуар та художні пріоритети ґрунтувалися б на неповторному стилі та баченні Раду Поклітару, де можна було б реалізувати творчі пошуки та сміливі ідеї молодих учнів, колег маестро, де відсутні канони та правила, але вітаються креатив та талант» 25 жовтня 2006 року на сцені Національного драматичного театру ім. Івана Франка представив прем'єру балету у двох серіях «Кармен. TV». За виставу «Кармен. TV» театр отримав дві премії «Київська пектораль» — у номінаціях «Краща вистава року» та «Найкраще пластичне вирішення вистави». Виконавиця ролі Кармен Ольга Кондакова отримала номінацію як «Найкраща виконавиця жіночої ролі».
Хореографічна мова Раду Поклітару — це складний синтез авторської пластики й класичного танцю. «Здається, що це мега-сучасний танець, але всередині його тіла живе скелет класичного танцю. Це єдина система координат, якою я вільно володію і на основі чого створюю свою мову, яка багатьом здається межею авангарду» — говорить про свою систему хореограф.
В умовах творчої свободи, разом із художниками Ганною Іпатьєвою та Андрієм Злобіним, Раду Поклітару за короткий термін створює різноманітний репертуар театру. Вже у 2008 році театр отримує театральну премію «Київську Пектораль» у номінації «Подія року» за сукупність яскравих прем'єр — «Веронський міф: Шекспірименти», «Болеро», «Дощ» та «Лускунчик». Виступ на фестивалях у Франції («Час любити», Біарріц), Молдові («Бієнале Е. Іонеско»), Таїланді («Фестиваль музики і танцю», Бангкок), Росії (програма «Маска плюс» фестивалю «Золота Маска» 2009 і 2010 роки, Москва та фестиваль «Нові горизонти» Маріїнський театр, Санкт-Петербург) говорять про визнання колективу міжнародною художньою спільнотою.

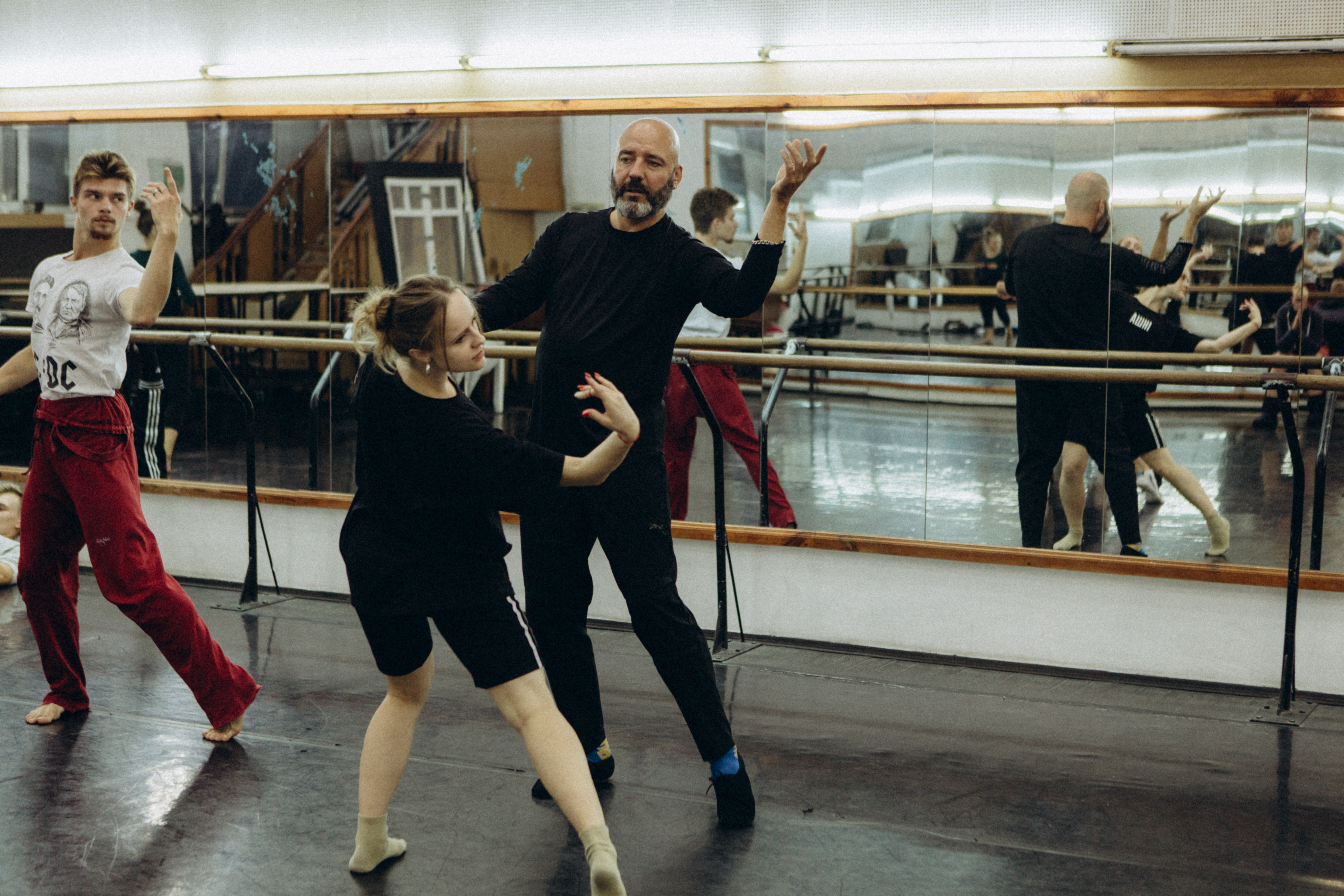
Раду Поклітару в репетиційному залі

Кризові роки важко відбилися на театрі, який став на межу повного закриття. У 2013 році з фінансових причин (вкрай низькі зарплати) 9 з 21 артистів трупи залишили колектив. На їх місце було набрано нових, й увесь репертуар довелося відновлювати майже відпочатку. Вистави колективу створюються завдячуючи меценатській підтримці. Балет «Жізель» — за допомоги Людмили Русаліної (засновниця холдингу «Петрус-Медіа»), у низці проектів допомагав Володимир Бородянський (тогочасний генеральний директор телеканалу «СТБ», керівник групи «StarLightMedia»), безпосередня участь бізнесмена Андрія Демидова дозволила створити «Лебедине озеро»).
До свого першого ювілею — десять років — театр «Київ Модерн-балет» підійшов із доробком у 13 одноактних та 5 повнометражних вистав, отриманими 5 преміями «Київська пектораль» та фестивалем балету під назвою «Літо в стилі модерн» на честь десятиріччя, який відбувся з 5 по 11 липня 2016 року в Одеському оперному театрі. Сам хореограф говорить про створення театру як про головну справу свого життя.
В репертуарі театру одна за одною з'явилися всі три балети великого балетного триптиха Петра Чайковського: 2007 року відбулася прем'єра «Лускунчика», 2013-го — «Лебединого озера». Завершив тріо «Спляча красуня», яку хореограф представив 2018-го року. Сам Поклітару, як танцівник, свого часу пройшов класичну версію «Сплячої красуні» від «маленьких пажів, танцював кавалерів, вовка з червоною шапочкою, дослужився до «Феї Карабос» і був безмежно щасливим, оскільки з самого дитинства був закоханий у цю музику».

### Новітній час
З 2012 по 2013 рік Раду Поклітару — художній керівник Київського муніципального академічного театру опери й балету для дітей та юнацтва.

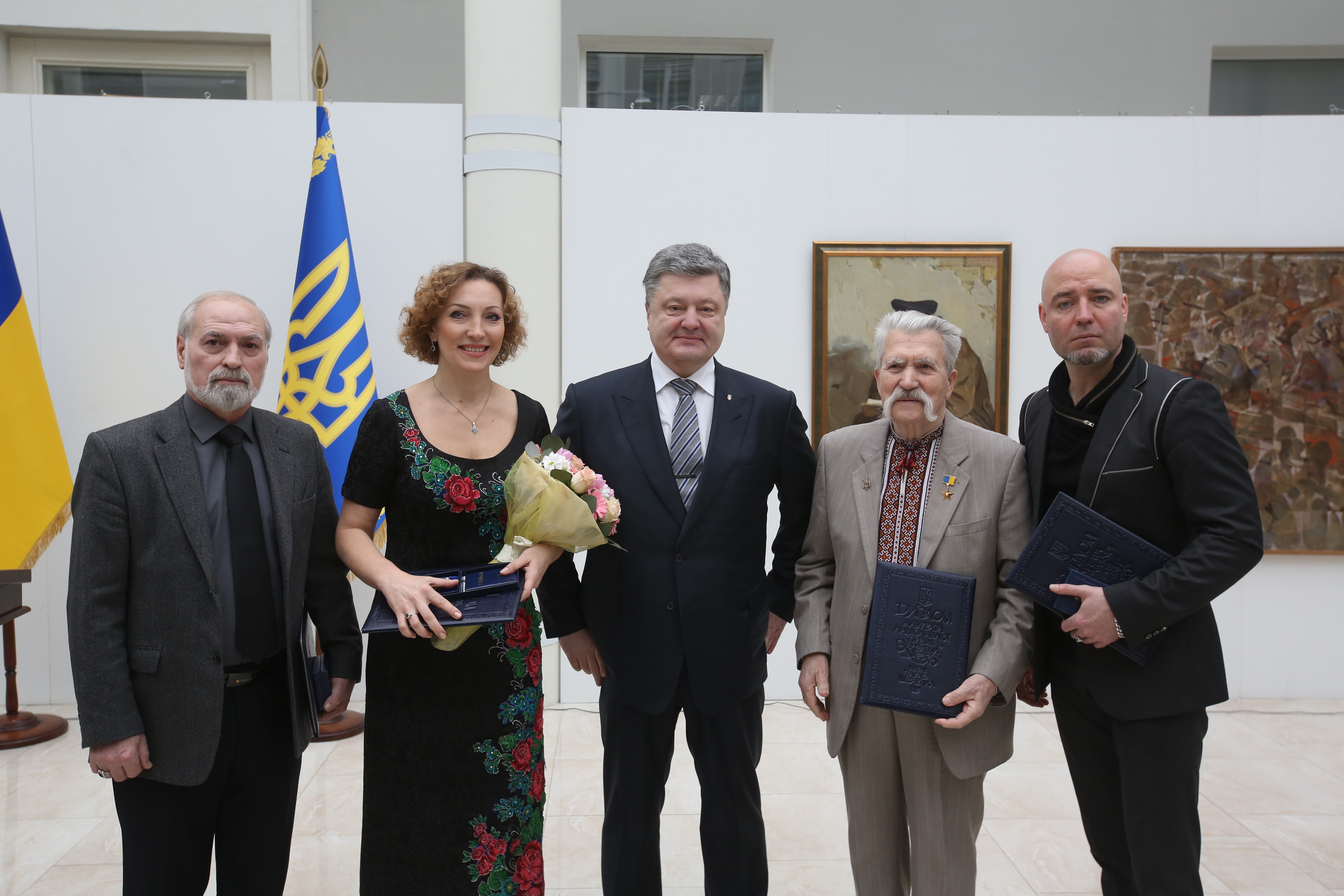
Президент України Петро Порошенко разом із лауреатами Національної премії України ім. Тараса Шевченка 2016 року: художник Михайло Гуйда, артистка Анжеліна Швачка, публіцист Левко Лук'яненко, балетмейстер Раду Поклітару.

Робота не обмежується Києвом та Україною. Так, 2013 року у Воронезькому театрі опери та балету під час третього Платонівського фестивалю підготував та представив глядачам балетну мініатюру «Люди Платонова» на музику Фридерика Шопена. На запрошення Андрія Болтенка, головного режисера церемонії відкриття Зимових Олімпійські ігри 2014 року у Сочі, Раду Поклітару виступив постановником хореографічних композицій Церемонії відкриття зимових Олімпійських ігор 2014. Над проєктом працював разом із колишнім прем’єром балету Одеського оперного театру Андрієм Мусоріним та переможцем першого «Майдансу» Олександром Лещенком — у постановці брали участь 440 виконавців. Для церемонії відкриття було поставлено мінібалет «Перший бал Наташі Ростової» на збірну музику, в якому взяли участь нинішні та колишні зірки Большого та Маріїнського театрів Світлана Захарова, Володимир Васильєв, Іван Васильєв, Олександр Петухов, Данила Корсунцев.
У 2016 році отримав престижну Національну премію України ім. Тараса Шевченка у галузі музичного мистецтва за серію робіт: балет-триптих «Перехрестя» (2012), балети «Лебедине озеро» (2013), «Жінки в ре мінорі» та «Довгий різдвяний обід» (2014). Того ж року Раду Поклітару отримав звання «Народний артист Молдови», а до Дня незалежності України 2017 року — звання Заслуженого діяча мистецтв України.
З 2018 року Раду Поклітару — головний балетмейстер комунального закладу «Театрально-видовищний заклад культури «Академічний театр «Київ Модерн-балет». А 24 березня 2018 став лауреатом XXII загальнонаціональної премії «Людина року-2017» у номінації «Діяч мистецтва року».
На сьогоднішній день хореограф є автором понад сорока одноактних та повнометражних вистав і танцювальних сцен в операх, поставлених на різних сценах, серед яких Національні театри Молдови, Латвії, Білорусі, Чехії, Сербії та України, Большой театр Росії, Російський камерний балет «Москва», Московський академічний музичний театр імені Станіславського і Немировича-Данченка.
З початком російського вторгнення в Україну 2022 року переформатував роботу колективу: від повного припинення першими місяцями, до поступового відновлення у дещо іншому форматі – додалися численні різноманітні європейські театри (Болгарія, Латвія, Чехія, Хорватія), участь артистів в європейських концертах тощо. Незмінним лишилися регулярні приїзди Поклітару до Києва на постановку нових вистав.

### Кіно та телебачення
На телебаченні Раду Поклітару з'являється як у якості гостя передач, так і у якості безпосереднього учасника. У 2011 році став членом журі 4-го сезону шоу «Танці з зірками» на «1+1», з 2012-го — член журі шоу «Танцюють всі!» на телеканалі «СТБ (співпраця тривала з п'ятого по дев'яті сезони), у 2015 році — член журі танцювального конкурсу «Танцюй!» на «Першому каналі». Відгуки про суддівство Поклітару знаходяться в категорії «суворий, але справедливий».
У проєкті «Танцюють всі!» Раду Поклітару суддівські обов'язки поєднував із підготовкою номерів для учасників. Як відмічали оглядачі, його постановки відрізнялися чітко вибудуваною драматургією, нестандартними рішеннями. Номери, поставлені Раду називали маленькими театральними шедеврами, народженими в телевізійному форматі. У четвертому сезоні проєкту такими шедеврами стали постановки для дуету Катерини Білявської та Родіона Фархшатова, Галини Пєхи та Анатолія Сачівка, Лідії Соклакової та Івана Дроздова.
Зіграв сам себе — камео — член журі танцювального телешоу — в художньому фільмі 2016 року «Після тебе» режисерки Анни Матісон. До цього з'являвся у епізодичних ролях фільмів «Оповідь про хороброго витязя Фет-Фрумоса» (1977), «Танцюючі привиди» за повістю «Вілліси» Юрія Короткова (1992).
У постановці Раду Поклітару вийшов головний танцювальний номер художнього фільму «Синдром Петрушки» режисерки Олени Хазанової, знятий за мотивами однойменного роману Діни Рубіної. Постановка зроблена на акторів Євгена Миронова та Чулпан Хаматову.

## Постановки

### Вистави

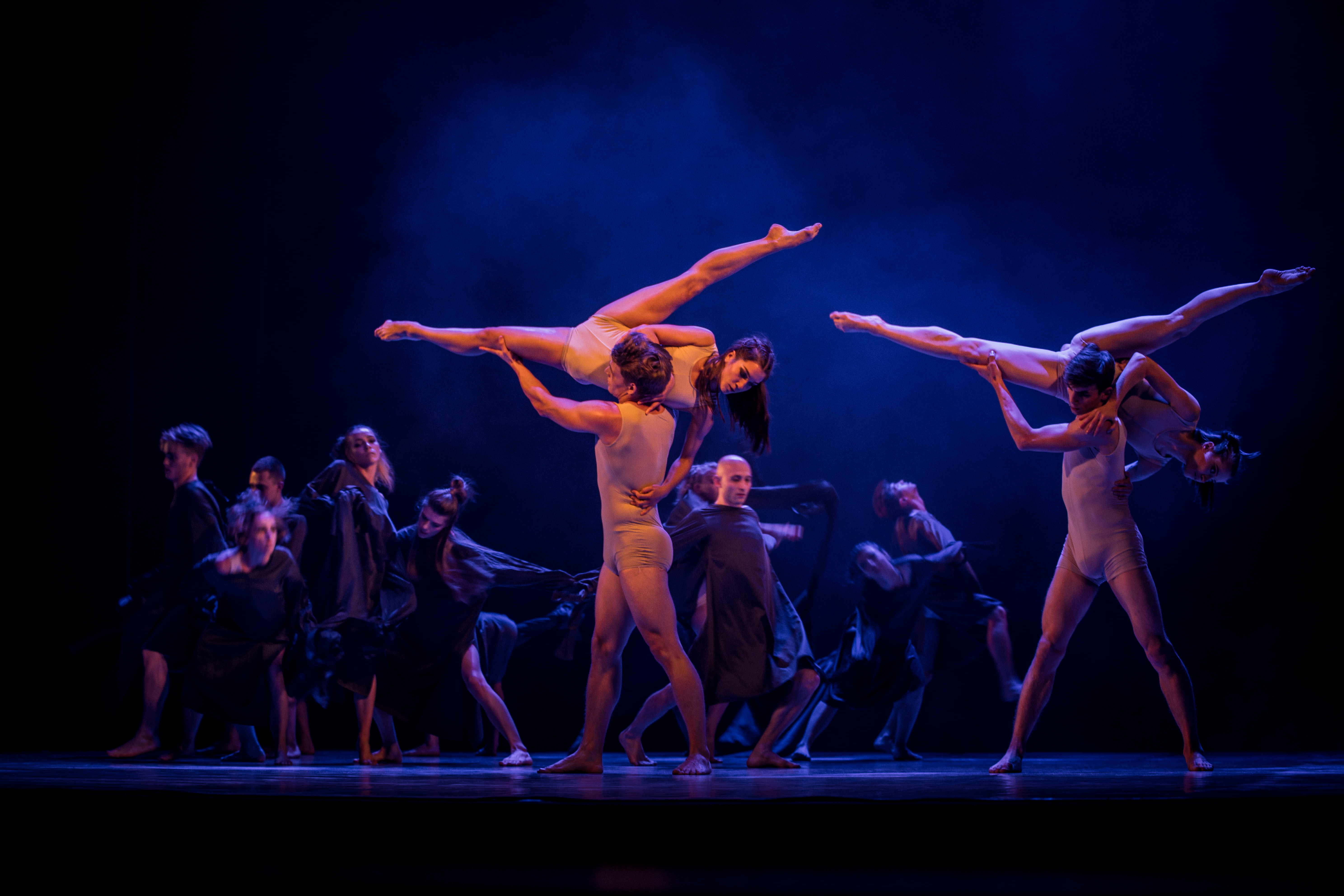
Сцена з балету «Болеро»

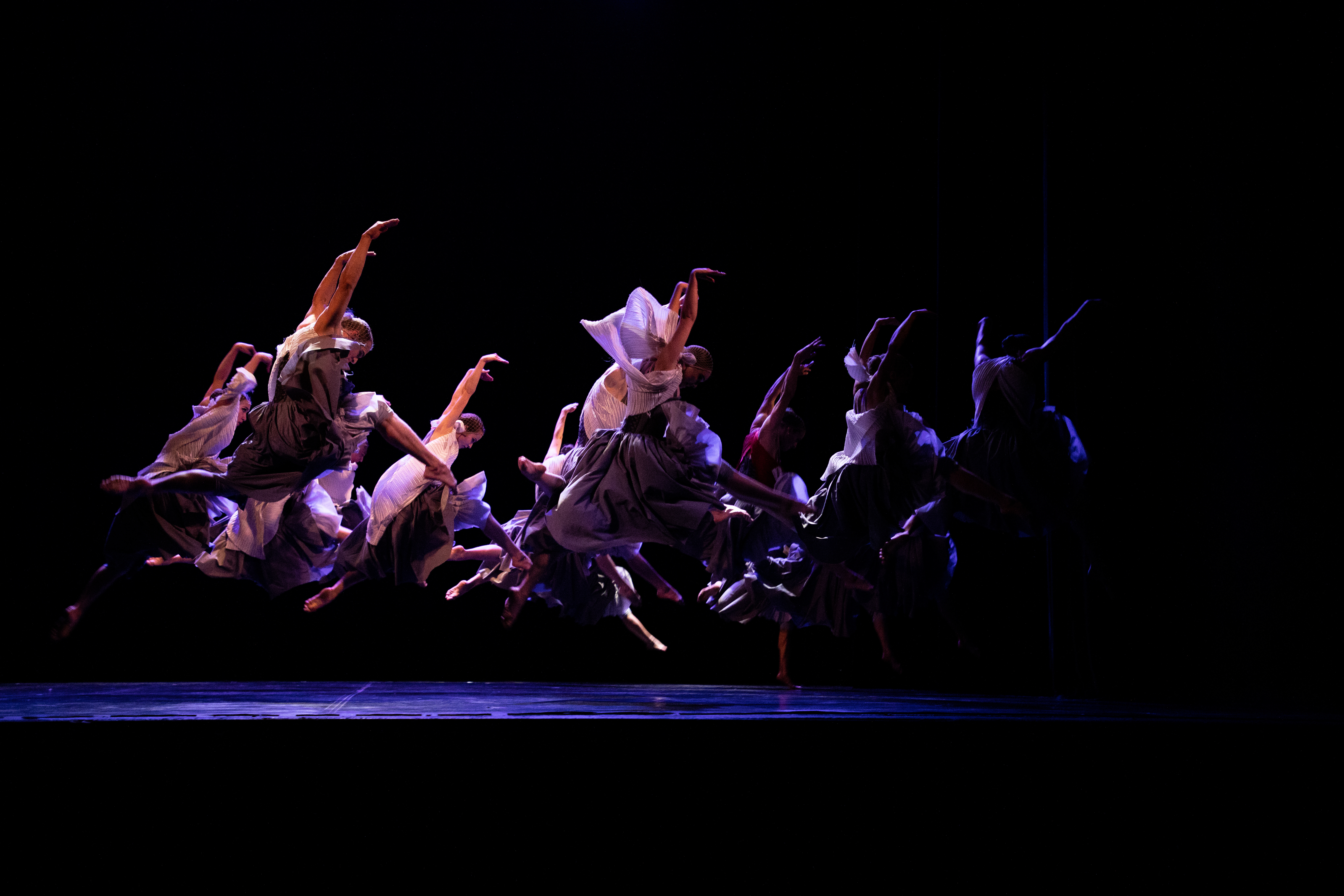
Сцена з балету «Жінки у ре мінорі»

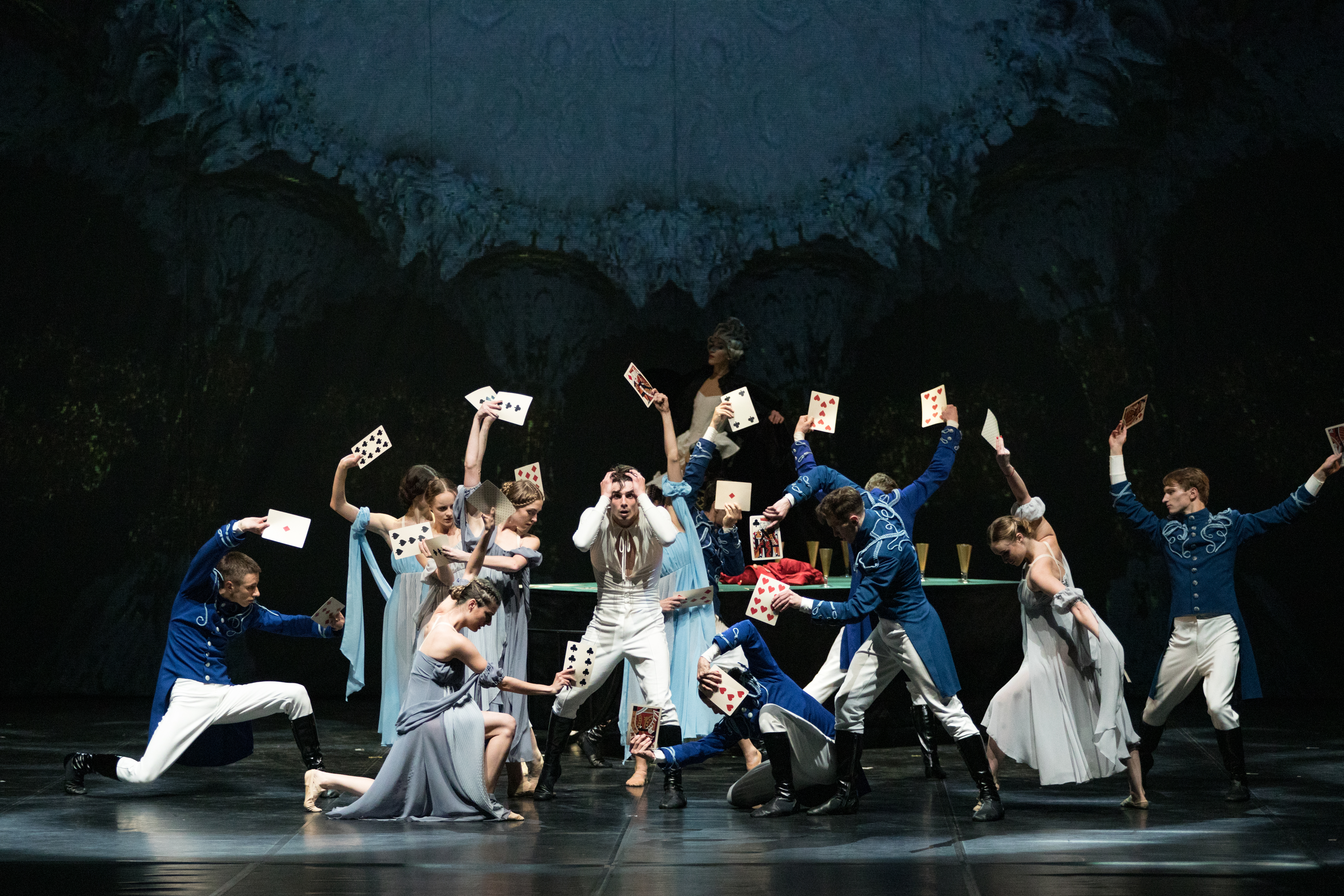
Сцена з балету «Пікова дама»

Мінський музичний театр
- 1998 — балет на одну дію «Миттєвості» за поезією Костянтина Бальмонта
- 1999 — балет на одну дію «Світ не закінчується біля дверей дому» на музику Жоскена Депре і Густава Малера
- 2001 —  балет на одну дію «La spectre de la rose» на музику Карла Марії фон Вебера
- 2002 —  балет на одну дію «In pivo veritas» на ірландську народну музику та музику доби Ренесансу

Національний академічний Великий театр опери та балету Республіки Білорусь
- 1999 —  балет на одну дію «Поцілунок феї» Ігоря Стравінського

Національний театр опери та балету Республіки Молдова
- 2001 — балет на одну дію «Кармен» на музичну фантазію за мотивами опери Жоржа Бізе
- 2003 — балет на одну дію «Болеро» Моріса Равеля
- 2003 — балет на одну дію «Вальс» на музику Моріса Равеля
- 2005 — «Принцеса АТЕХ, або одкровення принцеси хозарської» моноопера Генадія Чобану (спільно з Петером Вуткареу)

Національний академічний театр опери та балету України імені Тараса Шевченка
- 2002 — балет на одну дію «Картинки з виставки» на музику сюїти Модеста Мусоргського
- 2002 — балет на одну дію «Весна священна» Ігоря Стравінського

Большой театр Росії
- 2003, 13 грудня — балет на дві дії «Ромео і Джульєтта» Сергія Прокоф'єва (спільно з Декланом Доннелланом[en])[9]
- 2004, 20 травня — балет на одну дію «Палата № 6» на музику Арво Пярта
- 2015, 11 березня — балет на дві дії «Гамлет» за мотивами п'єси Вільяма Шекспіра на музику 5 та 15 симфоній Дмитра Шостаковича (реж. Деклан Доннеллан, сценограф Нік Ормерод)[28][29]

Російський камерний балет «Москва»
- 2004, 7 червня — балет на одну дію «День народження Отелло» на музику Сергія Прокоф'єва

Пермський академічний театр опери та балету імені П. І. Чайковського
- 2004, 27 листопада — «Сім смертних гріхів» балет зі співом Курта Вайля

Латвійська національна опера
- 2005, 27 травня — балет на дві дії «Попелюшка» Сергія Прокоф'єва
- 2006, 22 вересня — балет на дві дії «Попелюшка» на музику Олега Ходоско
- 2023 — балет «Вій» Олександра Родіна за мотивами повісті Миколи Гоголя

Маріїнський театр
- 2015, 30 грудня — балет на одну дію «Симфония у трьох рухах» на музику Ігоря Стравінського

Національний театр (Брно) (Чехія)
- 2023, листопад — балет «Хвилі» на музику Йоганна Себастьяна Баха та українських народних пісень

Інші
- 1999 — «Quo Vadis?» на музику Софії Губайдуліної та на молдавську народну музику (Білоруський хореографічний коледж)
- 2001 — «Жінки в ре-мінорі» на музику Йоганна Себастьяна Баха (Одеське училище мистецтв і культури ім. К. Данькевича)
- 2002 — «Кармен» Родіона Щедріна — Жорж Бізе (Одеське училище мистецтв і культури ім. К. Данькевича)
- 2005 — «Кантата» на музику Йоганна Себастьяна Баха (Пермське державне хореографічне училище)
- 2009, 20 січня — «Двоє на гойдалці» на музику Йоганна Себастьяна Баха та Чавели Варгас (Гала-концерт «Ігор Колб та друзі» на сцені центру «Бункамура», м. Токіо, Японія)

Академічний театр «Київ Модерн-балет»
- 2005, 19 грудня — «Le forze del destino / Сила долі» — опера-балет
- 2006, 25 жовтня — балет на дві серії «Кармен. TV» на музику Жоржа Бізе[30]
- 2007, 25 січня — балет на дві дії «Ромео і Джульєтта» (Шекспірименти) на музику Петра Чайковського, Георга Генделя та доби Ренесансу за творами Вільяма Шекспіра
- 2007, 3 жовтня — балет на одну дію «Дощ» на музику Йоганна Себастьяна Баха та народів світу
- 2007, 3 жовтня — балет на одну дію «Болеро» Моріса Равеля
- 2007, 30 грудня — балет на дві дії «Лускунчик» Петра Чайковського
- 2008, 18 червня — балет на одну дію «Underground» на музику Петеріса Васкса
- 2008, 24 листопада — балет на одну дію «Палата №6» на музику Арво Пярта
- 2009, 30 жовтня — балет на одну дію «Двоє на гойдалці» на музику Йоганна Себастьяна Баха та Чавели Варгас за мотивами однойменної п’єси[en] Вільяма Гібсона[en]
- 2010, 24 та 26 червня — балет на одну дію «Квартет-а-тет» на музику Ада Мааса
- 2010 — дивертисмент сучасної хореографії «Con tutti i strumenti»
- 2011, 25 травня — балет на одну дію «In pivo veritas» на ірландську народну музику[en] та музику доби Ренесансу
- 2012, 18 травня — балет–триптих «Перехрестя» на музику Мирослава Скорика (копродукція з Національною оперою України ім. Тараса Шевченка)
- 2012, 13 жовтня — балет на одну дію «Геревень» на музику Володимира Ніколаєва (копродукція з Пермским театром опери і балету ім. П.Чайковського)
- 2013, 22 червня — балет на дві дії «Лебедине озеро» Петра Чайковського
- 2014, 18 та 19 червня — балет на одну дію «Жінки у ре мінорі» на музику Йоганна Себастьяна Баха
- 2014, 29 та 30 грудня — балет на одну дію «Довгий різдвяний обід» на музику Антоніо Вівальді за мотивами п’єси[en] Торнтона Вайлдера
- 2016, 9 та 10 квітня — балет на дві дії «Жізель» Адольфа Адана[18]
- 2017, 25 та 26 квітня — балет на одну дію «Вгору по річці» на музику Олександра Родіна за мотивами оповідання «Загадкова історія Бенджаміна Баттона» Френсіса Скотта Фіцджеральда
- 2018, 22 та 23 травня — балет на дві дії «Спляча красуня» Петра Чайковського за мотивами казки Джамбаттіста Базіле[31]
- 2019, 20 червня — балет на дві дії «Вій» Олександра Родіна за мотивами повісті Миколи Гоголя[32]
- 2020, 21 жовтня — балет на дві дії «Маленький принц» на музику Вольфганга Моцарта та українських колискових у виконанні Марії Пилипчак за мотивами твору Антуана Сент-Екзюпері[33]
- 2021, 27 січня — балет на одну дію «Дев’ять побачень» на музику Фридерика Шопена
- 2021, 13 жовтня — балет на дві дії «Пікова дама» на музику Петра Чайковського (Друга і Шоста симфонії)[34][35][36]
- 2023, 19 березня — балет на одну дію «Завтра» на музику Фридерика Шопена[37]
- 2023, 21 жовтня — балет на одну дію «ДискримиНАЦІЯ» на музику Георга Генделя та Валентина Сильвестрова[38]
- 2024, 19 квітня — балет на одну дію «Друзі» на музику Петеріса Васкса[39][40]
- 2025, 26 червня — балет на дві дії «На прекрасному блакитному Дунаї» на музику Йоганна Штрауса[41][42]

### Хореографічні мініатюри
- «Точка перетину» на музику Арканджело Кореллі (1996)
- «Прелюдія і фуга» на музику Йоганна Себастьяна Баха (1996)
- «Легенда про флейту Пана» на музику Георге Замфіра (1996)
- «Дзеркало» на музику Фридерика Шопена (1996)
- «Сициліана» на музику Габрієля Форе (1996)
- «Вальс у тисячу тактів» на музику Жака Бреля (1996)
- «Три грації» на музику Фридерика Шопена (1996)
- «Багатель» на музику Людвіга ван Бетховена (1997)
- «Нічні квіти» на музику Клода Дебюссі (1998)
- «Білоруська голосильна» на музику вокального гурту «Камерата» (1998)
- «Стара платівка» на пісню у виконанні Маріо Ланца (1998)
- «Його музика» на музику Річі Блекмора (1998)
- «Дрібничка» на музику Боббі Макферріна (1998)
- «Прокидання» на музику Моріса Равеля (1998)
- «Іспанська арієтта» на музику Х. Канно (1999)
- «Лакрімоза» на музику Вольфганга Амадея Моцарта (1999)
- «Мюзетт» на музику Боббі Макферріна (2000)
- «Адажіо» на музику Петра Чайковського (2000)
- «Два романси» на музику Михайла Глінки (2000)
- «Імпровізація на фоні стіни, оповитої плющем» на музику Йоганна Себастьяна Баха (2000)
- «Три грузинські пісні» на народне грузинське вокальне багатоголосся (2001)
- «Відчаливша Русь» на музику Георгія Свірідова (2001)
- «Чокирлія» на молдавську народну музику (2001)
- «Некласична варіація» на музику Людвіга Мінкуса (2001)
- «Три старовинних танці епохи Ренесансу» на музику доби Ренесансу (2002)
- «Люб-off» на музику Вольфганга Амадея Моцарта (2002)
- «Мазурка» на музику Фридерика Шопена (2002)
- «Три румунські пісні» на румунську народну музику (2002)
- «Марлен» на пісню у виконанні Марлен Дітріх (2003)
- «Російська» на музику Петра Чайковського (2003)
- «Весілля» на музику Горана Бреговича (2003)
- «Екзерсис» на музику J mix (2003)
- «Люлі» на музику гурту «Іван Купала» (2003)
- «Ми на човнику катались» на російську народну музику[en] (2003)
- «Лебідь» на музику Каміля Сен-Санса (2004)
- «Провінційні танці» на музику Фридерика Шопена — А. Глазунова (2004)
- «Ми танцюємо Перголезі» на музику Джованні Перголезі (2008)
- «Віки кохання» на музику Антоніо Вівальді (2009)
- «Баркаролла» на музику Жака Оффенбаха (2009)
- «Con tutti instrumenti» на музику Антоніо Сальєрі (2010)
- «Сліпі» на музику Фридерика Шопена (2011)
- «Хочеш» на музику Земфіри (2011)
- «Сарабанда» на музику Георга Генделя (2012) (присвячена Катерині Максимовій)
- «Не зрікаються люблячи» на музику Марка Мінкова (2012)
- «Юнона і Авось» на музику Олексія Рибникова (2012)
- «Орфей ф Єврідіика» на музику Адажіо Альбіноні (2012)
- «Біда» на музику Володимира Висоцького (2012)
- «Голос» на музику Альфредо Каталані (2013)
- «Деталі взаємовідносин» на музику Йоганна Себастьяна Баха (2017) (присвячена Валентину Єлізар'єву)
- «Весна. Літо. Осінь. Зима» на музику А.Раскатова (2018)

## Фільмографія
| Рік  |    | Назва                                      | Роль                                    | Примітка                                                                       |
| ---- | -- | ------------------------------------------ | --------------------------------------- | ------------------------------------------------------------------------------ |
| 1977 | тф | «Оповідь про хороброго витязя Фет-Фрумоса» | хлопчик                                 | Реж. Володимир Іовіце та Микола Ісінеску, к/с «Молдова-фільм»                  |
| 1992 | ф  | «Танцюючі привиди»                         | Гена Дьомін (у титрах — Поклітар)       | Реж. Юхим Резніков, Юрій Коротков, «Гранат-фільм»                              |
| 2015 | ф  | «Синдром Петрушки»                         |                                         | Реж. Олена Хазанова, ТОВ «Студія Третій Рим» Раду Поклітару — хореограф фільма |
| 2016 | ф  | «Після тебе»                               | камео — член журі танцювального телешоу | Реж. Анна Матісон, «Кінокомпанія Сергія Безрукова»                             |

## Професійна та громадська діяльність
- Член журі міжнародного конкурсу молодих артистів балету «Фуете Артека»
- Постійний член міжнародного журі конкурсу артистів балету «Арабеск» (Перм) з 2002 року
- 2011 — Член журі міжнародного конкурсу артистів балету та хореографів імені Сержа Лифаря (Донецьк, Україна)
- 2011 — Професор кафедри сучасної хореографії Київського національного університету культури і мистецтв
- Член журі міжнародного конкурсу артистів балету у Варні (2016 та 2018 роки)
- У минулому член журі та голова журі Міжнародного фестивалю сучасної хореографії у Вітебську (IFMC)

## Визнання та нагороди
- 1999 — Міжнародний конкурс ім. Олега Дановского (Румунія) — найкращий номер сучасної хореографії
- 1999 — Міжнародний фестиваль «Music of the World» (Італія) — найкращий одноактний балет
- 1999 — Міжнародний конкурс артистів балету та хореографів імені Сержа Лифаря (Україна) — III премія у конкурсі хореографів та спеціальний приз від журналу «Мир искусства» («Quo Vadis?» на музику Софії Губайдуліної)[44]
- 2000 — Міжнародний конкурс артистів балету та хореографів (м. Варна, Болгарія) — I премія за найкращу сучасну хореографію
- 2000 — Міжнародний фестиваль сучасної хореографії (м. Вітебськ, Білорусь) — спеціальна премія за найкращу хореографію
- 2000 — Міжнародний конкурс артистів балету «Арабески» (Росія) — премія за найкращий номер сучасної хореографії
- 2001 — Міжнародний конкурс артистів балету та хореографів (м. Москва, Росія) — 1 премія конкурсу хореографів
- 2001 — Міжнародний конкурс артистів балету та хореографів імені Сержа Лифаря (Україна) — I премія у конкурсі хореографів
- 2002 — Театральна премія «Київська пектораль» (Україна) — найкраща музична вистава (балет «Весна священна» Ігоря Стравінського), найкраща робота балетмейстера
- 2007 — Лауреат премії в галузі театрального мистецтва «Київська пектораль» сезону 2006/07 в номінаціях «Найкраща драматична вистава» та «Найкраще пластичне вирішення вистави» (балет «Кармен. TV» на музику Жоржа Бізе)[45]
- 2008 — Лауреат премії в галузі театрального мистецтва «Київська пектораль» сезону 2007/08 в номінації «Подія року» (вистави театру «Київ Модерн-балет» у хореографії Раду Поклітару: «Болеро» Моріса Равеля; «Дощ» на музику Йоганна Себастьяна Баха; «Веронський міф: Шекспірименти» на музику Георга Генделя, Петра Чайковського та доби Ренесансу; «Лускунчик» П. Чайковського)[15]
- 2008 — Міжнародний конкурс артистів балету та хореографів (м. Варна, Болгарія) — I премія за найкращу сучасну хореографію[46]
- 2010 — Міжнародний конкурс артистів балету «Арабески» (Росія) — премія за найкращий номер сучасної хореографії
- 2013 — Лауреат премії в галузі театрального мистецтва «Київська пектораль» сезону 2012/13 в номінації «Найкраща музична вистава» (балет-триптих «Перехрестя» на музику Мирослава Скорика)[47]
- 2014 — Театральна премія «Київська пектораль» (Україна) — найкраща вистава та найкраща робота балетмейстера (балет «Лебедине озеро» на музику Петра Чайковського)
- 2016, березень — Лауреат Національної премії ім. Тараса Шевченка у номінації «Музичне мистецтво» (балети «Лебедине озеро», «Жінки в ре мінорі», «Довгий різдвяний обід» та балет-триптих «Перехрестя»)[48][18]
- 2016, 13 вересня — Народний артист Молдови — за заслуги у розвитку хореографічного мистецтва, внесок у зміцнення міжкультурних відносин і високу професійну майстерність[5]
- 2017, 24 серпня — Заслужений діяч мистецтв України — за значний особистий внесок у державне будівництво, соціально-економічний, науково-технічний, культурно-освітній розвиток України, вагомі трудові досягнення та високий професіоналізм[2]
- 2017 — Міжнародний конкурс класичної та сучасної хореографії «The International Ballet and Contemporary Dance Competition» Domenico Modugno (м. Лечче, Італія) — найкраща робота балетмейстера «Танцюємо Перголезі»
- 2018, 24 березня — Лауреат XXII загальнонаціональної премії «Людина року-2017» у номінації «Діяч мистецтва року»[4]
- 2020 — Лауреат премії в галузі театрального мистецтва «Київська пектораль» сезону 2019/20 в номінації «Найкраще пластичне вирішення вистави» (балет «Вій» Олександра Родіна)[49]
- 2023, 11 жовтня — лауреат премії «Найкращий хореограф» в рамках музичної церемонії «Gala Exсеlеntei Muzikale – 2023» (Молдова) - 2025, травень - премія "Київ " в галузі театрального мистецтва